# وامبا

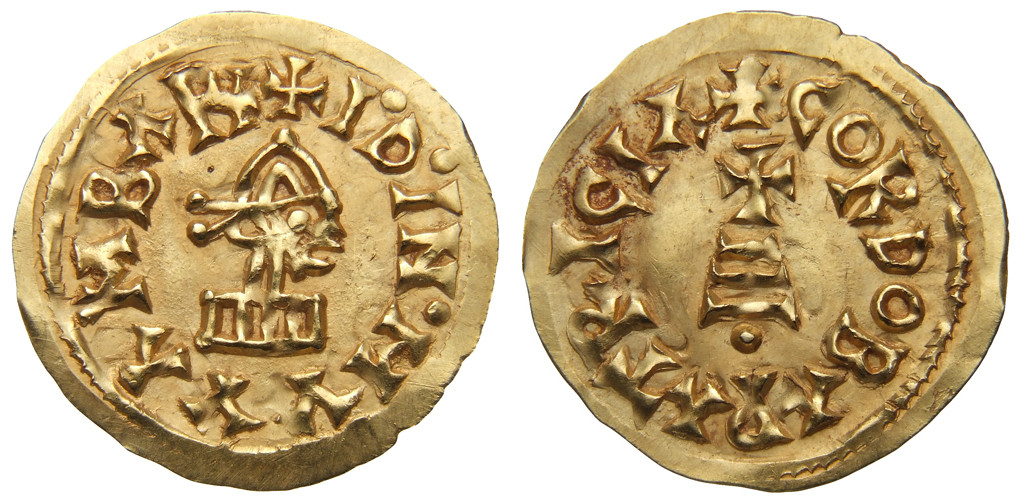
ثُلُث صَرْد الملك «وامبا»، سُكت بين الأعوام 672 - 680 م.

وامبا (باللاتينية: VVamba، تعني بالقوطية "اللكمة القوية"؛ 643 - 687/688 م) كان ملك القوط الغربيين من 672 إلى 680. خلال فترة حُكمه، ضمت مملكة القوط كُل من هسبانيا وجزءًا من جنوب بلاد الغال المعروف باسم سبتيمانيا.

## التاريخ

### الأحداث العسكرية
بعد اعتلاء العرش في 1 سبتمبر 672، واجه «وامبا» تمرد «هيلديريك»، حاكم نيمة، الذي تطلع إلى الملكية لنفسه. تم دعم «هيلديريك» من قبل «غونهيلد»، أسقف مُقاطعة ماغويلون. أرسل «وامبا» الدوكس «بول» لقمع المُتمردين، ولكن عند وصول الأخير إلى أربونة، حث ضباطه على للتخلي عن ولائهم لـ«وامبا» وانتخابه ملكًا باسم «فلافيوس بولوس». وانضم إليه «هيلديريك» وأتباعه، وكذلك الدوق «رانوسيندوس» من هسبانيا تاراكونيس ومسؤول القصر «هيلديجيسوس». جند «بول» "جموعًا" من الفرنجة والباسكيون لدعم قواته، بعد ذلك أنضمت مُدن القوط الغربيين في بلاد الغال وجزء كبير من شمال شرق إسبانيا إلى جانبه.

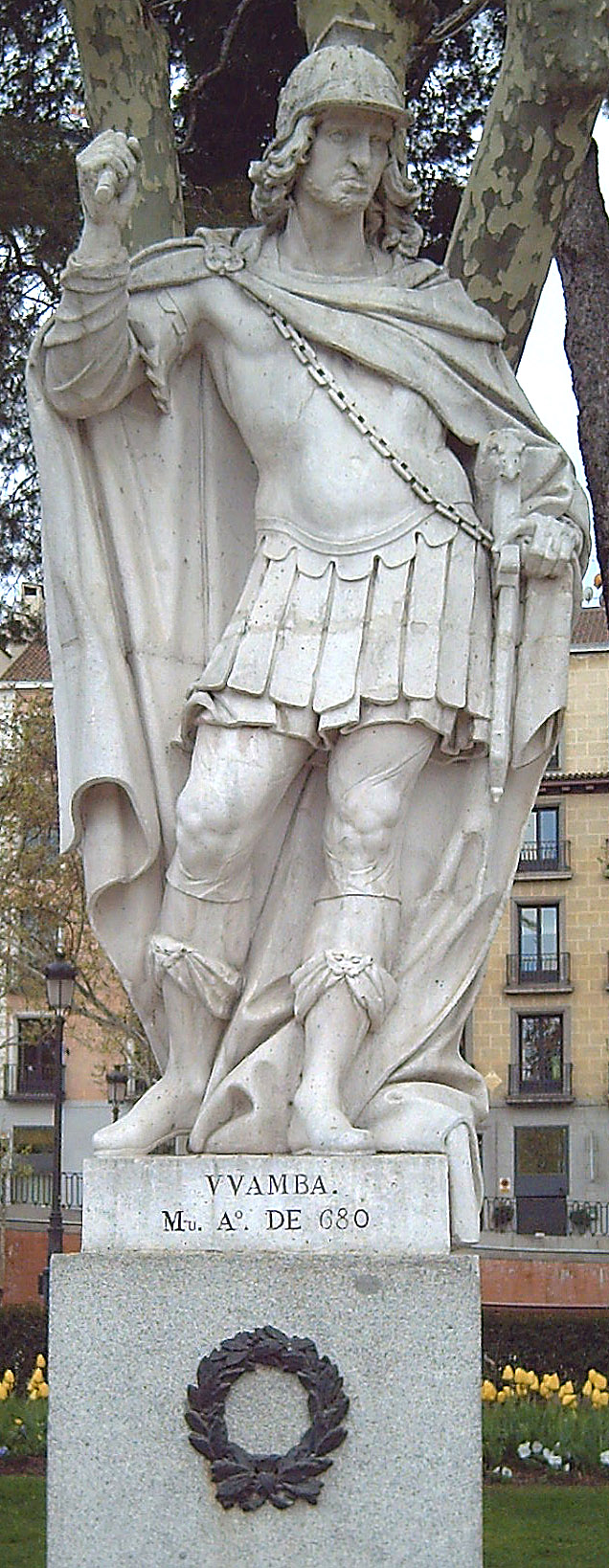
تمثال لـ«وامبا» في مدريد، من أعمال النحات «أليخاندرو كارنيسيرو».

خلال هذه الأحداث، كان «وامبا» في قنطبرية يشن حملة ضد الباسكيون. رداً على ذلك، سار «وامبا» إلى تاراكونيس، وفي غضون أيام قليلة أعاد مُعظم المدن إلى جانبه. ثم قسّم قواته إلى ثلاث مجموعات، حيث هاجم جبال البرنس عن طريق ييفيا (عاصمة شرطانية آنذاك)، وأوش، والطريق الساحلي، وأخذ حصون كوليوري وفولتوراريا وليفيا، وغنم الكثير من الذهب والفضة هناك.
انتقل «وامبا» إلى أربونة، عين «بول» الجنرال «ويتمر» مسؤولاً عن المدينة وعاد إلى نيمة. تمكنت قوات «وامبا» من إخضاع ناربون سريعًا، وبعد ذلك، وبعد بعض الصعوبات، قامت بتأمين استسلام نيمة في 3 سبتمبر 673. استسلم «بول» وزعماء المُتمردين الآخرين، وبعد ثلاثة أيام، تم تقديمهم للمُحاكمة، سُلخت فروات رأوسهُم وسُجنوا مدى الحياة.
أعقب ذلك فترة من السلام، وفي عام 674، أعاد «وامبا» بناء الجدران الرومانية حول طليطلة. كما قام أيضًا بتحصين موقع أخرى في هذا الوقت، من المُحتمل أن يكون فوينتيرابيا، قرية صغيرة في إسبانيا تواجه الحدود الفرنسية فوق خليج غشكونية، حيث تم إثبات التوغل العسكري على طول خليج غشكونية حتى جبال البرانس والذي تشهد عليه المصادر المعاصرة. وضع «وامبا» قبائل الأستورس والروكسونس تحت سيطرته ودمجهم في مُقاطعة جديدة. كانوا يقاتلون من أجل استقلالهم منذ غزوات القوط الغربيين في القرن الخامس لكنهم تراجعوا في النهاية.
بعد التمرد، واجهت المملكة تهديدًا جديدًا تمثل في غزوات الساراكينوس (مُصطلح استخدمه الرومان للإشارة إلى سُكان الصحراء في إقليم البتراء الروماني ثم أصبح يطلق على العرب، وفي العصور الوسطى وخلال الحروب الصليبية توسع المصطلح ليشمل كل الذين يدينون بالإسلام). في "تاريخ ألفونسو الثالث" (تم كتابته بعد 200 عام) جاء فيه، "في زمن وامبا، هاجمت 270 سفينة عربية سواحل هسبانيا وتم إحراقها جميعًا هناك." هجوم واحد بهذا الحجم مشكوك فيه لعدم وروده في مصادر أخرى. في "سجلات 754" يُذكر أن الموريون "كانوا مُنذ فترة طويلة يُغيرون" على الأندلس "ودمروا العديد من المدن في نفس الوقت"؛ ومع ذلك، فإن أحدث مُترجم إنجليزي للكتاب، «كينيث باكستر وولف»، يرى أن هذا يُشير إلى العام الذي سبق هزيمة الملك «لذريق» على يد الموريون، بعد أكثر من ثلاثة عقود من إزاحة الملك «وامبا».
تكشف كتب القانون والمراسيم في ذلك الوقت عن تآكل كبير في الهدوء والنظام الداخلي للمملكة. في كُتب قوانين القوط الغربيين، يقرر «وامبا» أن جميع الناس، بغض النظر عن دينهم، وحتى لو كانوا رجال دين، مُطالبون بالدفاع عن المملكة إذا تعرضت لهجوم من قبل عدو أجنبي. تم وضع هذا القانون لحل مشكلة الهجر، "لأنه كلما غزا عدو مقاطعات مملكتنا ... [العديد من] أولئك الذين يسكنون الحدود ... يختفون، وبهذه الطريقة، لا يوجد دعم متبادل في المعركة." قد يعني هذا الأساس المنطقي تواتر المداهمات. يتضح أيضًا أن الناس كانوا غير راغبين في الدفاع عن المملكة في كثير من الأحيان من خلال مراسيم أخرى من «وامبا» تذكر هذا الامر، والتي تم فيها تحرير العبيد لملء رُتب الجيش. هذا لا يُشير فقط إلى نقص المتطوعين من بين الرومان الإسبان الذين شكلوا الجزء الأكبر من السكان الذين يحكمهم اللوردات القوط الغربيين، ولكن أيضًا الى ان الجيش كان يتكون من المُجندين والمُكرهين.

## الأحداث الدينية
في عام 675، انعقد المجلس الثالث لبراقرة، غالايسيا. أصدر هذا الاجتماع الكاثوليكي ثمانية مراسيم تتعلق بالطقوس، والتعامل مع الملوك، الذين قد يعيشون أو لا يعيشون مع كاهن، وأشكال غير مقبولة من معاقبة ودفع رواتب رجال الدين. في نفس العام، انعقد المجلس الحادي عشر في طليطلة في نوفمبر.
كان «وامبا» ملكًا إصلاحيًا، وفقًا لـ«تشارلز جوليان بيشكو»، "حاول أن يُنشئ في تشافيس رهبانية من نفس نوع أبرشية براقرة، يتضمن نوع النظام الأسقفي الفرعي المُرتبط بالنزعة المُبكرة، تم منع هذه المناورة بنجاح من قبل كنيسة ماردة بدعم كامل من آباء مجلس طليطلة الثاني عشر (681)".

### الخلافة
في عام 680، أصيب «وامبا» بالمرض أو وفقًا (لتاريخ ألفونسو الثالث الذي تم كتابته بعد 200 عام) تم تسميمه في بامبلايجا، بالقرب من برغش. حصل على سر التوبة تحسبًا لوفاته، ونتيجة لذلك اضطر إلى التنحي كملك بعد شفائه. يلقي تاريخ ألفونسو الثالث باللوم على «إرويج» خليفة «وامبا» في ذلك؛ ألقى بعض المُعلقين المعاصرين باللوم على «جوليان توليدو»، الذي جعله «إرويج» رئيسًا للكنيسة القوطية.

## الأسطورة

### مكان الولادة
وفقًا لأحد التقاليد، وُلد «وامبا» في إيجيتانيا، وهي مُستوطنة مُحاطة بأسوار رومانية تقع إلى الشمال الشرقي من قشتالة البيضاء في البرتغال. ولده التقليد الإسباني في غالايسيا في أبرشية دوثون في منزل قديم. يُشير «مانويل دا سيلفا»، عالم الأنساب البرتغالي من القرن السابع عشر، في عمله "أجيال النُبلاء"، إلى هذا الاحتمال، مُضيفًا الى أنه كان من سُلالة الملوك القوطيين، لكنه كان فقيرًا جدًا لدرجة أنه كان مُزارعًا. بينما جعله علماء الأنساب المُعاصرون ابنًا لـ«تولغا»، وهو احتمال يدعمه حقيقة كونه رجلًا مُتواضعًا من أصل ملكي، منذ خلع والده في سن مبكرة، وعندما كان أبناؤه لا يزالون رضعًا.
ومع ذلك، يقول التقليد الأكثر شهرة أنه كان يمتلك أراضٍ وممتلكات في بوخيرا في مُقاطعة مالقة، وهي قرية جبلية أندلسية، تقع وسط غابات أشجار الكستناء بالقرب من نهر سَنْجَل في جنوب إسبانيا. وتقع بالقرب منها قرية سيناي، والتي يعتبرها البعض مسقط رأس «وامبا» الفعلي.

### الملكية
هُناك أسطورتان على الأقل مُرتبطة بكيفية تتويج «وامبا» ملكًا.

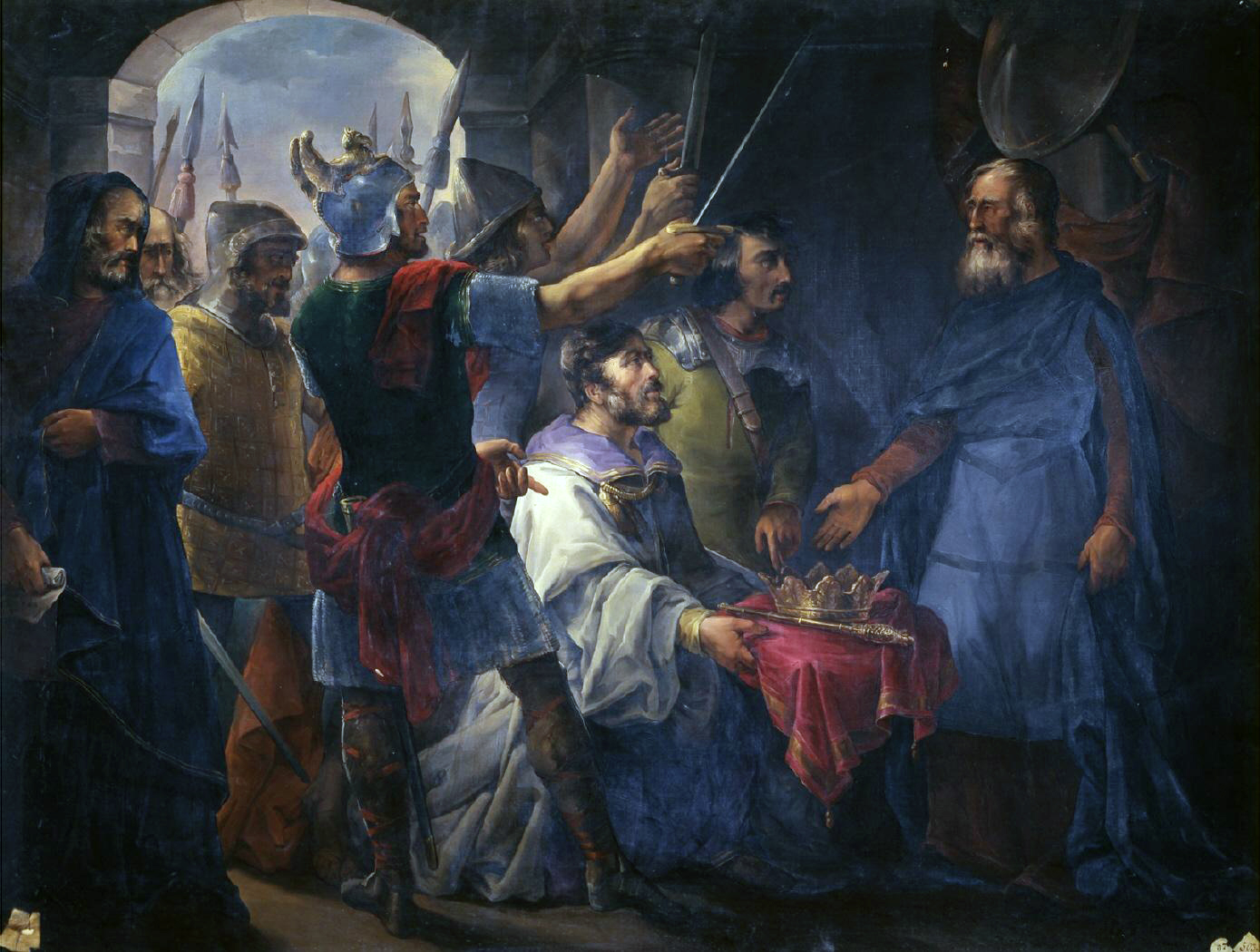
«وامبا» يُتوج ملكًا. بريشة «فرانسيسكو فان هالين» 1843.

تبدأ إحدى الأساطير، مع والد «وامبا»، ملك القوط الغربيين، والذي كان يُسمى أيضًا «وامبا» في هذه القصة. حملت امرأتان من بلاطه، خادمة وسيدة نبيلة، في نفس الوقت. لتجنب فضيحة قد تُورط الملك، هربت كلتا المرأتين من العاصمة. وجدوا طريقهم إلى قرية أندلسية كانت مخبأة جيدًا في الغابة، مما وفر مكانًا مثاليًا للولادات السرية. كلتا المرأتين أنجبت الأولاد، وتم وضعهم في رعاية خادمة ليتم تربيتهم في المنطقة.
عندما حان الوقت لتهيئة خليفة للملك، بدا أنه لا يوجد وريث مُناسب. تم إرسال الجنود إلى القرية للعثور على الأطفال غير الشرعيين. بعد وصولهم، سمعوا امرأة من الفلاحين تنادي ابنها الذي يُدعى «وامبا»، الذي كان يرعى الماشية بعصا. عرف الجنود أنهم صادفوا الشاب الذي كانوا يبحثون عنه وقالوا "أنت الملك الشرعي وعلينا أن نطلب منك أن تأتي معنا إلى القصر". كان «وامبا» غير راغب أو على الأقل يتظاهر بذلك. أخذ عصاه وطرحها في الأرض، قائلاً "لن أقبل العرش حتى تُجذر هذه العصا". كانت العصا التي يحملها من الحور الأسود، والتي تتجذر بسهولة في التربة الخصبة. عندما بدأ «وامبا» في النمو، وافق على الذهاب مع الجنود ليصبح الملك الجديد للقوط الغربيين، حيث تم انتخابه وتتويجه في ما يُعرف اليوم بقرية وامبا الصغيرة في المنطقة المُحيطة بمدريد.

أسطورة ثانية من روايات «تشارلز موريس» في حكايات تاريخية الإسبانية "الملك الصالح وامبا". في هذا الإصدار، بدلاً من أن يكون ولداً، كان «وامبا» رجلاً عجوزًا في القرية، وكان يمتلك أراضٍ وممتلكات هناك. بالنسبة الى «موريس»:
| ” | في تلك الأيام، عندما مات ملك ولم يترك ابنًا، انتخب القوط واحدًا جديدًا، سعياً وراء أفضل ما لديهم، وإجرائًا للانتخابات في المكان الذي مات فيه الملك القديم. في قرية جيرتيكوس الصغيرة، على بعد حوالي ثمانية أميال من مدينة بلد الوليد، سعى الملك ريكيسوينث للحصول على الصحة ولم يجد الا الموت. هنا جاء الناخبون - النبلاء العُظماء والأساقفة والجنرالات - وهنا ناقشوا من يجب أن يكون الملك، واستقروا أخيرًا على قوطي مُحترم يُدعى وامبا، الرجل الوحيد الجدير بالمُلاحظة في كل المملكة الذي رفض طوال حياته قبول المنصب والمكانة. | “ |

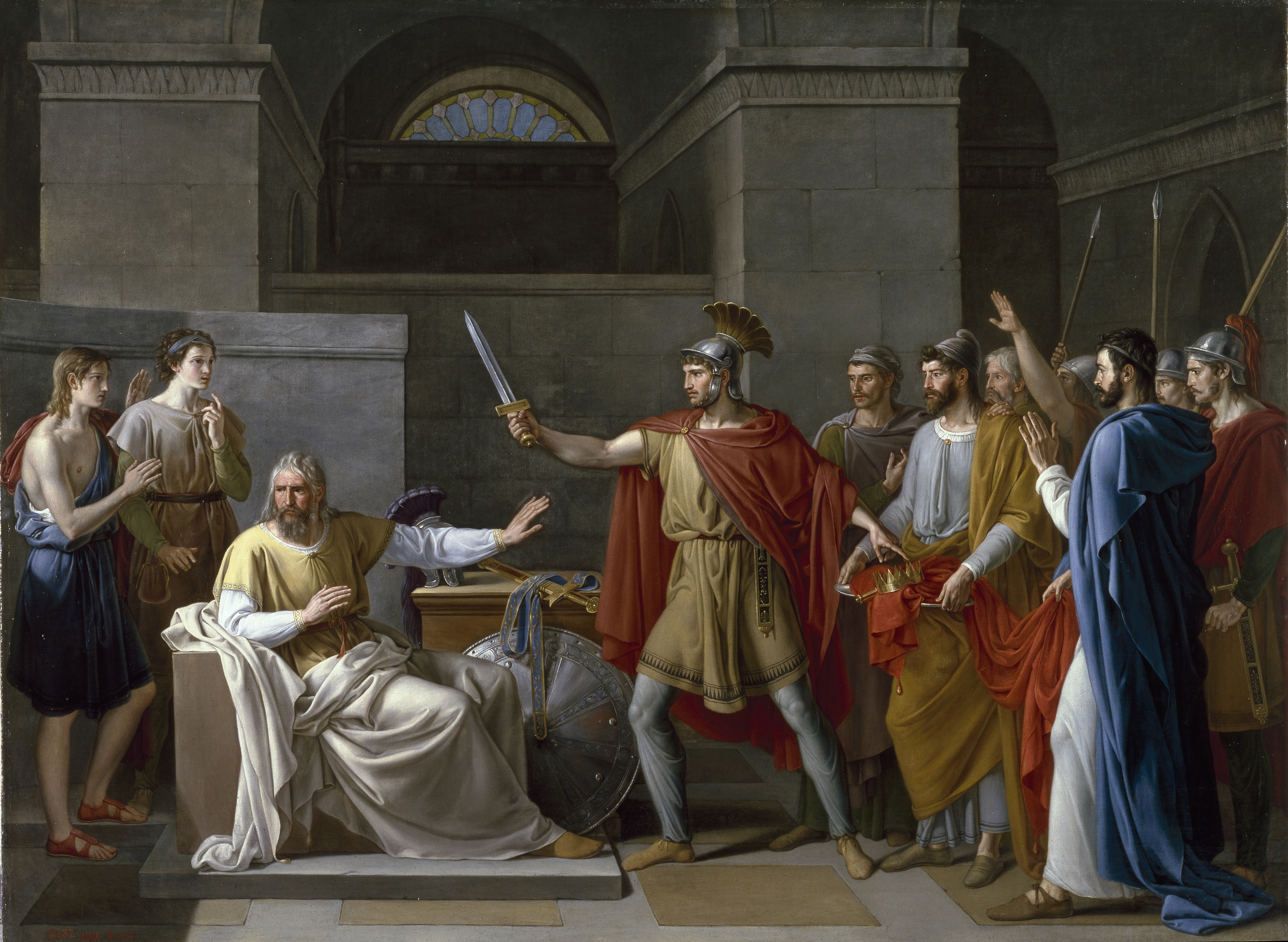
«وامبا» يتخلى عن التاج. بريشة «خوان أنطونيو دي ريبيرا» 1819، مُتحف ديل برادو.

وأعلن القديس ليو أنه تلقى إرشادًا إلهيًا، وأصدر تعليماته للناخبين بالبحث عن فلاح يُدعى «وامبا». لذلك تم أرسال الكشافة حتى تم العثور على «وامبا» يحرث أحد حقوله. قالوا له "اترك حرثك في الثَلَم، هُنالك عمل أنبل في انتظارك. لقد تم انتخابك ملكا على هسبانيا" أجاب «وامبا» "لا يوجد عمل أنبل. ابحث عن ملكك في مكان آخر. أنا أفضل أن احرث حقولي".
لم يعرف المُبشرون ماذا يفعلون. بالنسبة لهم، الرجل الذي يرفض ان يكون ملكًا أما انه قديس أو أحمق. فكروا وتوسلوا وتضرعوا حتى قال «وامبا»، الذي أراد التخلص منهم، "لن أقبل العرش حتى تُجذر هذه العصا".
بعد أن رمى العصى إلى الأرض، اندهش الجميع لرؤيتها أصبحت فجأة نباتًا أخضر بأوراق تنمو من الأعلى. اعتقد الجميع أن السماء قد قررت الأمر. لذلك "ذهب وامبا مع المبشرين إلى المؤتمر الانتخابي". لكن بمجرد وصوله إلى هناك، حاول مرة أخرى رفض العرش. في ذلك الوقت، سحب أحد زعماء القوط الغربيين سيفه وهدد بقطع رأس «وامبا» إذا لم يقبل التاج. رضخ «وامبا» ووافق.
ترتبط أسطورة العصا التي تم دفعها إلى الأرض أيضًا ببلدة غِمَرَيش، جنوب غرب براقرة في البرتغال (الركن الشمالي الغربي من البلاد). هناك، نظرًا لأن «وامبا» لم يسحب العصا أبدًا بعد ذلك، يُقال إنها نمت إلى شجرة زيتون. على الرغم من اختفاء الشجرة الآن، فقد تم تمييز الموقع إما بدير سيدة الزيتون أو ساحة الزيتون، وقد تم تسمية كل منهما على اسم الشجرة الأسطورية.

## القديس متياس جايلز

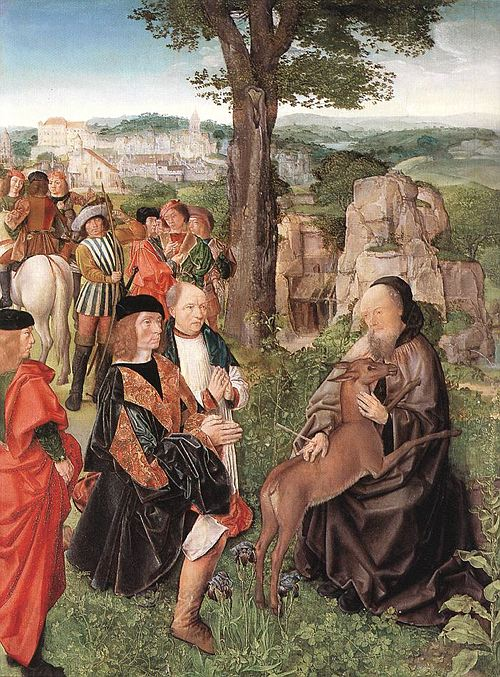
«وامبا» يطلب العفو من القديس «جايلز»، بريشة «سيد القديس جايلز» حوالي 1500.

في القرن العاشر "حياة القديس جايلز"، تم تسجيل أسطورة حول كيف، ذات يوم، عندما كان الملك «وامبا» (المعروف أيضًا باسم "فلافيوس") يصطاد في الغابة بين آرل ونيمه في بروفانس، بدأ في مُلاحقة غزالة. هرب الحيوان بحثًا عن ملجأ في الكهف حيث كان «متياس جايلز» يُصلي بهدوء. (في بعض روايات القصة، كانت الغزالة الذي قدمها الله هي رفيقة جايلز الوحيدة وعاقته بالحليب). أطلق «وامبا» سهمه، لكنه أخطأ، وضرب «جايلز» بدلاً من ذلك، وأصابه في ساقه وتسبب في إعاقة دائمة. ثم اندفعت كلاب الصيد الخاصة بالملك للقتل. ولكن عندما وصل «وامبا» وجد كلابه ثابتة بأعجوبة في مكانها. اكتشف ما فعله، وطلب المغفرة وحاول التعويض. لكن «جايلز» واصل صلاته رافضًا اي مُساعدة أو أجر. ومع ذلك، كان لدى الملك أطباء ليعتنوا بالجرح. كما عرض على «جايلز» الأرض ليبني عليها ديرًا. رفض «جايلز» ذلك.
ومع ذلك، مع مرور الوقت، وبسبب شهرة القديس كحكيم وعامل معجزات، تجمعت في كهفه الجموع . حوالي عام 674، بنى «وامبا» لهم ديرًا. أصبح «جايلز» أول أب دير لها. سرعان ما نشأت بلدة صغيرة هناك، تُعرف باسم بلدة القديس جايلز.
بسبب هذا التقليد، أصبح «جايلز» شفيعًا للمُقعدين والجذام والأمهات المُرضعات وأصبح السهم شعاره. أشارت الموسوعة الكاثوليكية إلى أن الملك في هذه القصة يجب أن يكون في الأصل فرنجي، "لأن الفرنجة طردوا القوط الغربيين من نيمه قبل قرن ونصف تقريبًا".

## فقدان التاج
كتب «تشارلز موريس» أنه في عهد «وامبا»:
| ” | أحد النبلاء الطموحين يُدعى بول، اعتقد أنه سيكون من السهل أخذ العرش من رجل عجوز أظهر بوضوح أنه لا يُريد المنصب، فثار في تمرد. سرعان ما علم خطأه. قابله وامبا في المعركة وهزم جيشه وأسره. لم يتوقع بول شيئًا أقل من قطع رأسه، لكن وامبا أمر ببساطة بحلقه. | “ |

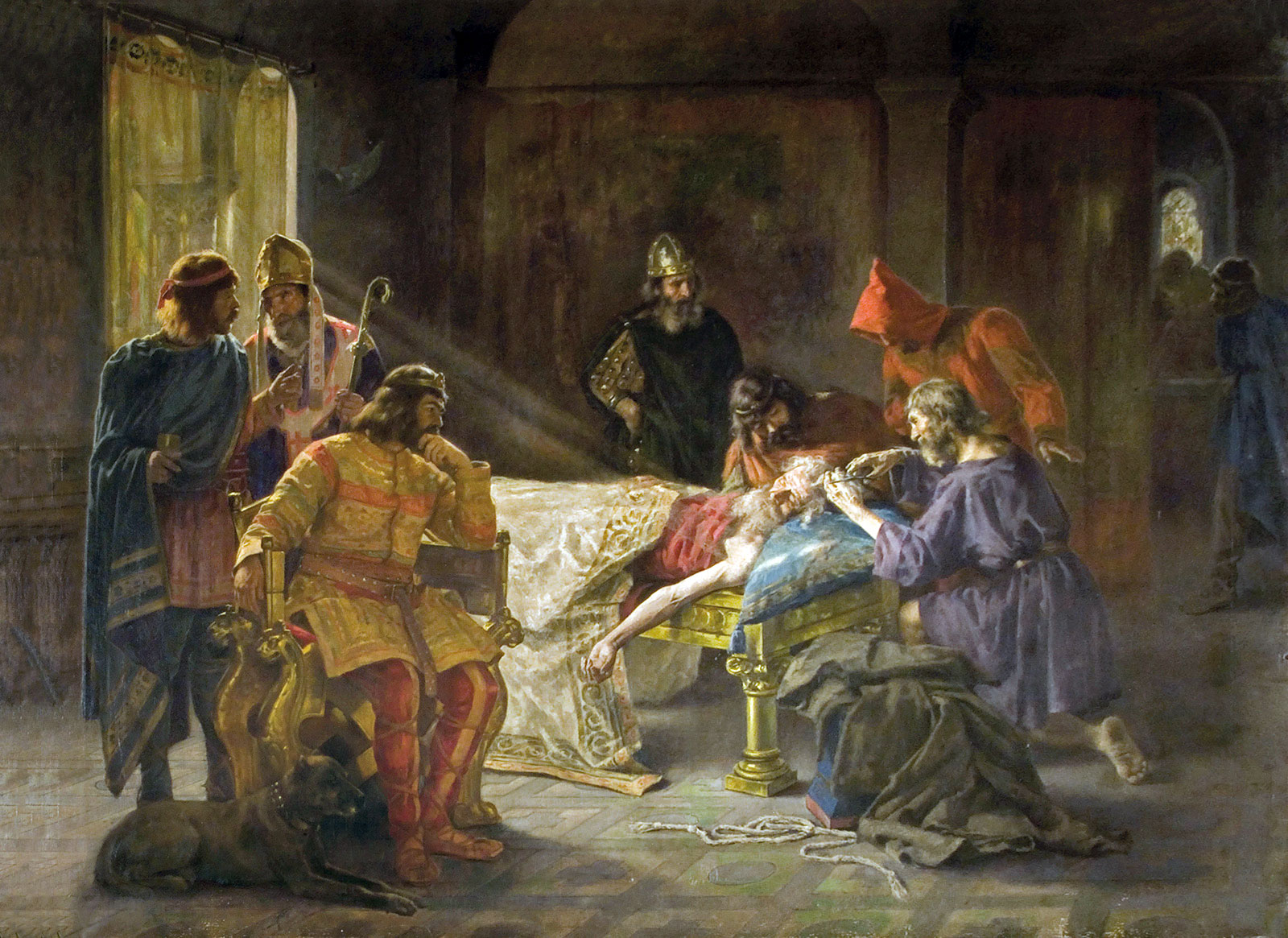
«إرويج» يحلق رأس «وامبا»، بريشة «جوان برول» 1894.

كان الرأس المحلوق أو المشذب يعني أن «بول» قد تولى رتبه رهبانية، لذلك لا يُمكن له أن يُصبح ملكًا.
في وقت لاحق، قام شاب طموح يُدعى «إرويج» بإعطاء «وامبا» جُرعة منومة، سعى من خلالها للإطاحة بالملك. بينما كان «وامبا» نائمًا، حلق «إرويج» رأسه. قال «إرويج» إنه فعل ذلك بناءً على طلب «وامبا». كما كان من قبل، كان القانون القوطي واضحًا. لم يعد «وامبا» ملكًا. أصبح «إرويج» ملكًا مكانه. قبل «وامبا» هذا التغيير وتولى بسعادة الرهبانية، وتنازل عن العرش ليحيا آخر سبع سنوات من حياته كراهب.
وفقًا لـ«موريس»، برأ «وامبا» نفسه جيدًا في جميع محطاته - مزارع وملك وراهب - وقد نزل اسمه إلينا من ضباب الزمن كواحد من هؤلاء الرجال النُدر الذين نعرف القليل عنهم، ولكن كل ما نعرفه جيد.
ومن المُفارقات أن ابن أخت «وامبا»، «اجيكا»، هو الذي تزوج ابنة «إرويج» وأصبح الملك الجديد عند وفاة والد زوجته.